# هولا هوب
رقصة الهولا هوب أو رقصة الطوق؛ هي التلاعب بالحركة الفنية أو الرقص باستخدام طوق (أو الأطواق). يمكن أن تكون الأطواق مصنوعة من المعدن أو الخشب أو البلاستيك. تجمع رقصة الطوق بين الحركات والحيل التقنية والرقص الحر أو الرقص الفني. يمكن التدرب على الأطواق أو أدائها بالموسيقى. على النقيض من لعبة الهولا هوب الكلاسيكية، تُستخدم في رقصة الطوق الحديثة أطواق أثقل وأكبر قطرًا، وكثيراً ما يقوم الراقص بتدوير الطوق حول أجزاء من جسمه بخلاف الخص، بما في ذلك الوركين والصدر والرقبة والكتفين والفخذين والركبتين والذراعين واليدين والإبهام والقدمين وأصابع القدم. كما يمكن التحكم في الطوق وإدارته بعيدًا عن الجسم أيضًا. تأثرت الأطواق الحديثة بأشكال فنية مثل الجمباز الإيقاعي، والهيب هوب، والرقص الحر، وأداء النار، والدوران، والبوي، وغيرها من أشكال الرقص والحركة.
الهولا هوب هو نشاط مهارة بدنية وُصف بأنه جزء من فنون التدفق، وشكل من أشكال التلاعب بالأشياء. يوصف أحيانًا بأنه شكل من أشكال ألعاب الخفة. في تجسدها الحديث كشكل من أشكال الفن أو الرقص، وشكل من أشكال التمرين، يشار إلى ممارسة التلاعب بالطوق إما بالرقص الدائري أو ببساطة بالطوق. يشير فنانو الرقص الطوقي عادة إلى أنفسهم، وإلى مجتمع رقصة الطوق الأكبر، باسم (راقصي الأطواق).

## الأطواق

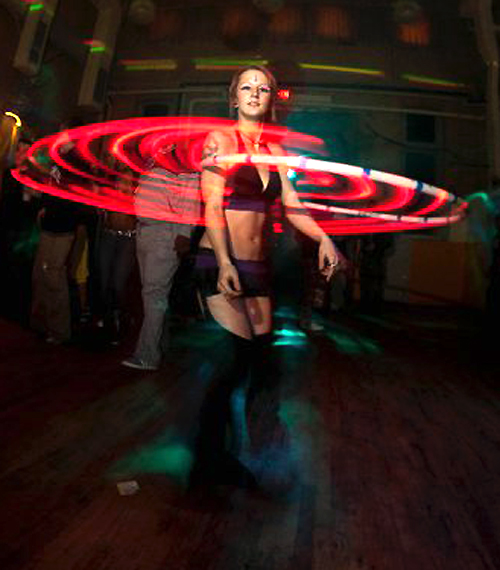
فنان يؤدي عرضا باستخدام طوق LED

فيما يخص الأطواق، تستخدم عمومًا الأطواق المصنوعة من البولي إيثيلين (HDPE) أو البولي بروبلين (قطر1" 7/8" 3/4" 5/8" 1/2) وتختلف هذه الأطواق الحديثة عن الألعاب البلاستيكية المليئة بالمياه والمتوفرة بشكل شائع للأطفال. يسمح الوزن الثقيل لهذه الحلقات بمزيد من التحكم في الحركة حول الجسم؛ يسمح القطر الأكبر والكتلة الدورانية الأثقل بكل من التدوير البطيء وسهولة تعلم الحركات والحيل. على النقيض من ذلك، تُصنع أطواق الأطفال عادةً من البلاستيك الخفيف الوزن، ولها قطر صغير جدًا، ويصعب على معظم البالغين استخدامها.
تقليديًا، تستخدم أطواق السيرك مثل Elena Lev أطواقًا خفيفة الوزن مصنوعة من الألمنيوم، وفي الأيام السابقة كانت من الخشب. في الوقت الحاضر، تختار أطواق السيرك الحديثة مثل ليزا لوتي مواد بلاستيكية خفيفة الوزن مثل البولي بروبلين لأن حجم ووزن الطوق يؤثر على أسلوب راقصي الطوق.
غالبًا ما تستخدم الأطواق الأثقل والأكبر في تأدية الرقصة البطيئة وممارسة الحيل في الجسم بينما تُستخدم الأخف وزنًا والأكثر نحافة في الحيل اليدوية السريعة. قد تكون هذه الأطواق مغطاة بقماش أو شريط بلاستيكي لتخفيف مقدار العمل في الحفاظ على طوق يدور حول الراقص، ويمكن أن تكون ملونة للغاية. يستخدم البعض شريطًا يتوهج في الظلام أو منقوشًا أو لامعًا، بينما ينتج البعض الآخر أنابيب شفافة ومليئة بالكرات البلاستيكية أو اللمعان أو حتى الماء لإنتاج تأثيرات بصرية أو صوتية عند استخدامها. يمكن جعل الأطواق قابلة للطي لسهولة النقل وتعدد الاستخدامات: تنقسم كل حلقة إلى أربع قطع أو أكثر ليعاد تجميعها لاحقًا. الأطواق الأخرى القابلة للطي يتم لفها ببساطة، وطيها إلى نصفين لسهولة التخزين. يستخدم راقصو الأطواق أيضًا أنواعًا أخرى من الأطواق، بما في ذلك الأطواق النارية والأطواق المضيئة.

## تاريخه

### عصر ما قبل الميلاد

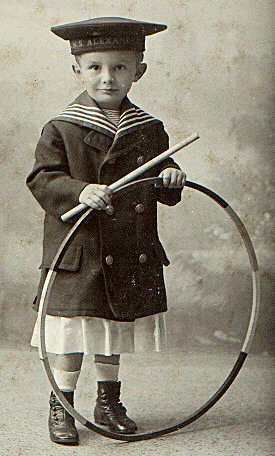
صبي مع طوق. لطالما كانت الأطواق لعبة شائعة عبر مجموعة متنوعة من الثقافات.

كان أول حدث معروف للطوق في مصر القديمة في وقت مبكر من 1000 قبل الميلاد، حيث استخدم الأطفال الأطواق الكبيرة المصنوعة من كروم العنب، والتي كانت تتدحرج على طول الأرض مدفوعة بالعصي، أو تتأرجح حول خصورهم على غرار الطوق الحديث. في أجزاء أخرى من العالم القديم، كانت الأطواق مصنوعة من أعشاب صلبة بدلاً من الكرم.

### العصر القديم
أصبحت كلمة "hula" مرتبطة بهذه اللعبة أو الرقصة في أوائل القرن التاسع عشر عندما زار البحارة البريطانيون جزر هاواي ولاحظوا التشابه بين الـ "hooping" أو(رقص الطوق) ورقص الهولا التقليدي.
بشكل مستقل، طور الأمريكيون الأصليون تقاليدهم الخاصة حول رقصة الهولا هوب. حيث تركز أكاديمية هوب دانس للأمريكيين الأصليين لرقص الطوق على الحركات السريعة جدًا وبناء تشكيلات أطواق حول الجسم، لاستخدام ما يصل إلى 30 طوقًا في طقوس سرد القصص وإنشاء تشكيلات مثل الفراشة والنسر والثعبان والذئب. عادة ما تكون الأطواق الأمريكية الأصلية ذات قطر صغير جدًا (من 1 إلى 2.5 قدم). كما شهدت أواخر القرن التاسع عشر وأوائل القرن العشرين إدخال الرقص الطوقي إلى عالم اللياقة البدنية. حيث بدأ مدرب سويدي في دمج رقص الطوق مع نظام التدريب الخاص به للراقصين والموسيقيين.

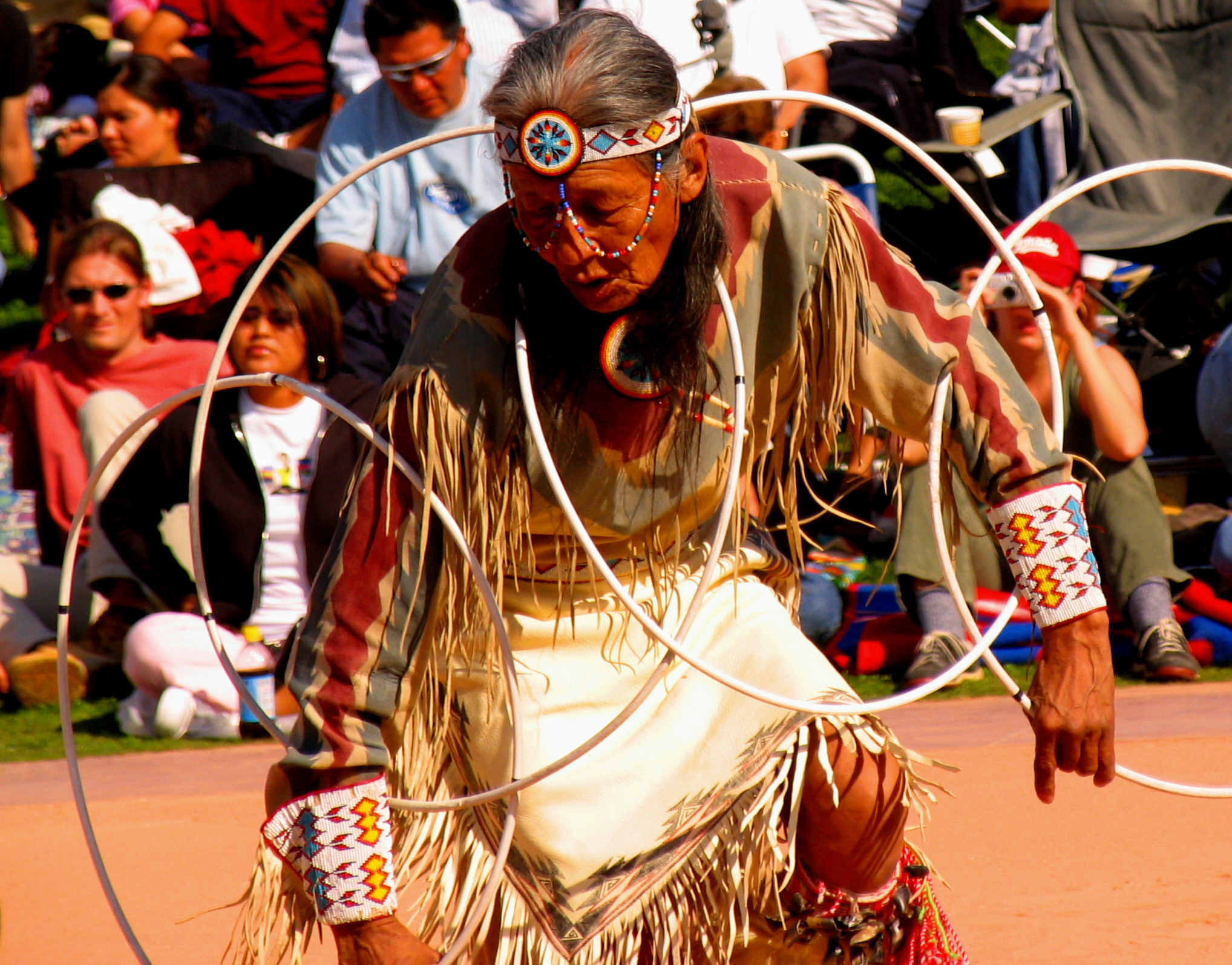
مشارك في بطولة العالم للرقص 2005 في متحف هيرد

### القرن العشرون
وفي عام 1957، بدأت شركة أسترالية في تصنيع أطواق من الخيزران للبيع في متاجر البيع بالتجزئة. لفت ذلك انتباه شركة ألعاب جديدة مقرها كاليفورنيا باسم Wham-O، أسسها ريتشارد ب. كنير وآرثر ك. ميلين.
في عام 1958، سافر كنير وميلين إلى الملاعب في جميع أنحاء جنوب كاليفورنيا، وقدموا أطواقًا مجانية وأقامواعروضًا لرقص الأطواق الخاصة بالأطفال. من هذه البداية المتواضعة، بيعت أكثر من 25 مليون طوق في فترة أربعة أشهر.

### العصر الحاضر
بدأ الاحتفال الدولي المسمى باليوم العالمي للأطواق في عام 2007 واستمر كل عام منذ ذلك الحين. حيث يقدم راقصو الطوق سنويًا عروضهم في العديد من المدن والبلدان لجمع الأموال للأعمال الخيرية والتبرع بالأطواق للأشخاص الذين لا يستطيعون تحمل تكاليفها.
تم التعرف على رقصة هوب الأمريكية الأصلية باعتبارها تراثًا ثقافيًا. حيث تُقام مسابقة Native American Hoop Dance الأكثر شعبية سنويًا في متحف هيرد في فينيكس، أريزونا.
واستقطبت المسابقات الأخيرة ما يصل إلى 10000 متفرج. وأصبحت رقصة الطوق مؤخرًا أكثر شيوعًا كنشاط في استوديوهات الرقص ومهارات السيرك ومن خلال تضمينه أيضًا في مقاطع الفيديو الموسيقية.

## طوق النار
يتكون طوق النار من طوق به واحد إلى ستة شعل تشع إلى الخارج. تمتد عادةً من 6 إلى 8 بوصات من نقاط الاتصال الموجودة على الطوق، تغطى بلفافة من القطن وفتل الكيفلار، والتي يمكن إشعالها بعد ذلك. هذا التصميم يحافظ على النار على مسافة معقولة من جسم الطوق. أي مهارة يكون فيها الحريق أحد مكوناتها تخاطر بإصابة الشخص الذي يقوم بذلك.

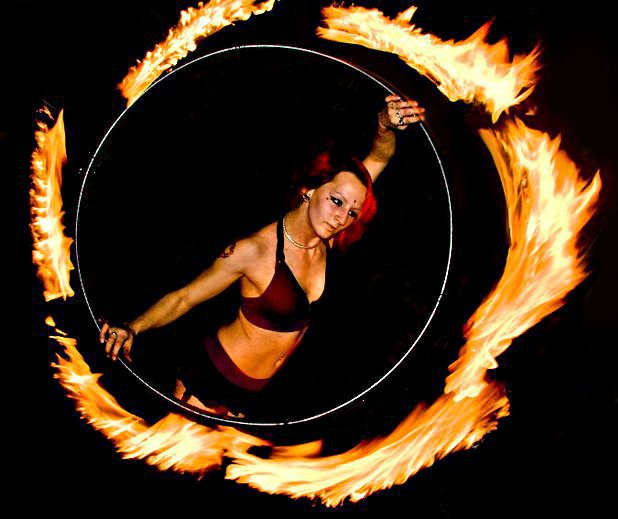
فنان يؤدي عرضا باستخدام طوق النار في مدينة نيويورك

يحد هيكل ووزن طوق النار، جنبًا إلى جنب مع حقيقة أنه مشتعل، من الحركات أو الحيل المحتملة أكثر من تلك الممكنة باستخدام طوق قياسي. صممت بعض أطواق النار الحديثة لتكون أخف بكثير، مع أنابيب ذات قطر أصغر ومكبرات فتيل مرنة. تستخدم هذه الأطواق لأداء مجموعة أكبر من الحيل مقارنة بأطواق النار القياسية.